# Манчул

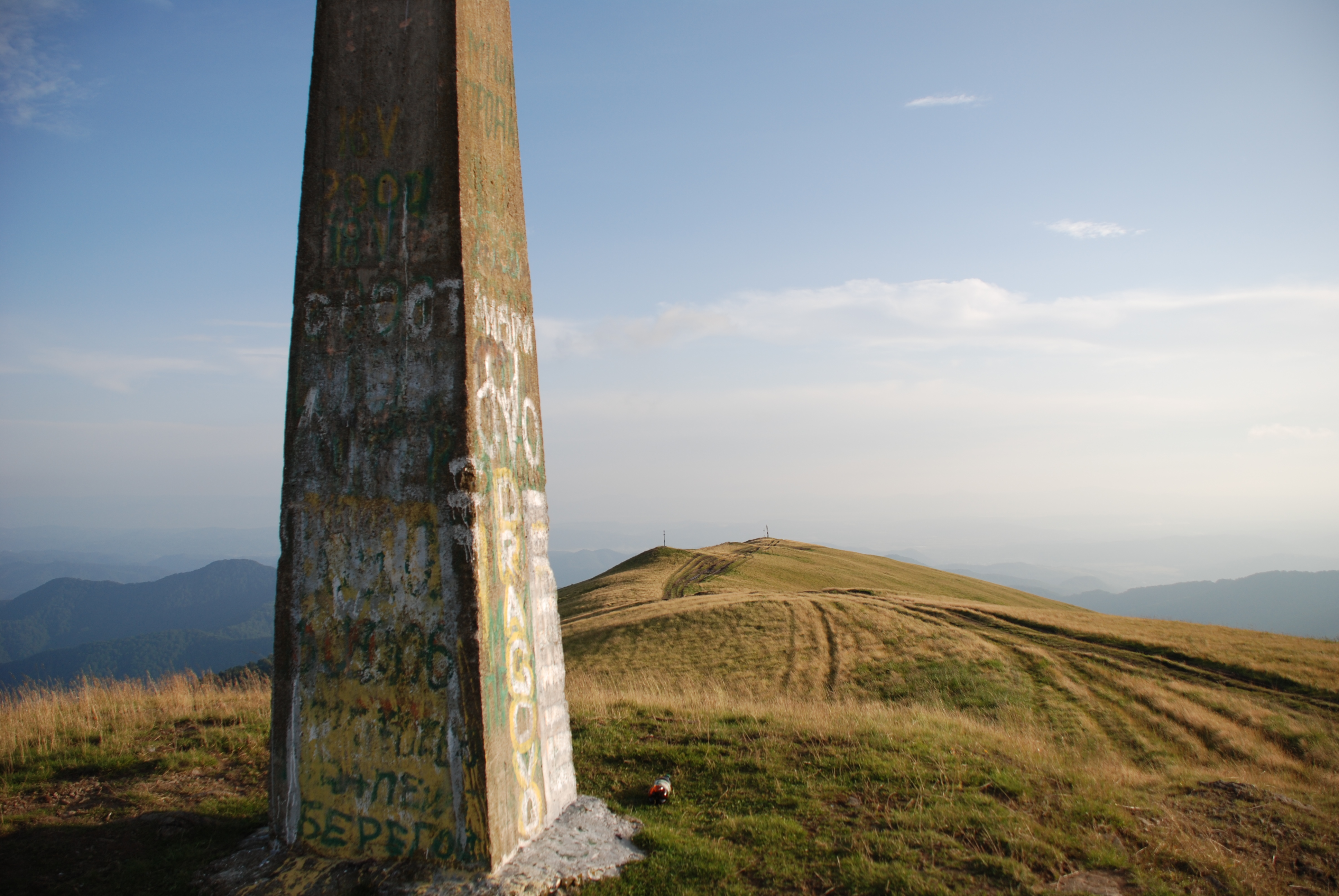
Вершина гори

Манчу́л (Менчул, Полони́на Манчу́л) — гора в Українських Карпатах. Розташована на межі Хустського і Тячівського районів Закарпатської області, на південний захід від масиву Полонина Красна, що є частиною Полонинського Бескиду.
Висота — 1501 м над р. м. Має форму хребта (полонини) завдовжки бл. 5 км, з кількома відрогами і другорядними вершинами. Схили до висоти 110—120 м вкриті переважно буковими лісами, вище — полонина.
Північні, західні та південні схили гори розташовані в межах Угольсько-Широколужанського заповідного масиву. З вершини відкриваються чудові краєвиди на довколишні гори: на схід — масив Свидовець, на південний схід — гора Апецька, на північний захід — масив Полонина Боржава, на південь — Верхньотисинська улоговина.
На західних схилах вершини бере початок річка Бистрий.